# Erebochlora orbisticta
Erebochlora orbisticta là một loài bướm đêm trong họ Geometridae.